# Teorema de Viviani

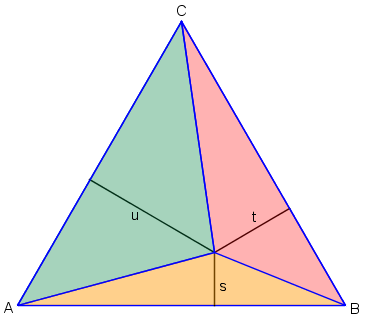
La suma de les distàncies s + u + t és igual a l'alçada del triangle.

El Teorema de Viviani, pel matemàtic italià Vincenzo Viviani, diu que la suma de les distàncies des de qualsevol punt interior als costats d'un triangle equilàter és constant i igual a l'alçada del triangle.

## Demostració
Per demostrar-ho cal tenir en compte la proposició, ja demostrada, que l'àrea de qualsevol triangle és igual a la meitat del producte de la seva base per la seva altura.
Sigui {\displaystyle ABC} un triangle equilàter d'alçada {\displaystyle h} i de costat {\displaystyle a}.
Sigui {\displaystyle P} un punt qualsevol a l'interior del triangle, i {\displaystyle u}, {\displaystyle s}, {\displaystyle t} les distàncies de {\displaystyle P} als tres costats del triangle. Les línies que uneixen {\displaystyle P} amb cadascun dels vèrtexs del triangle {\displaystyle A}, {\displaystyle B} i {\displaystyle C}, formen els tres triangles {\displaystyle PAB}, {\displaystyle PBC} i {\displaystyle PCA}.
Les àrees de cadascun d'aquests triangles són {\displaystyle {\frac {u\cdot a}{2}}}, {\displaystyle {\frac {s\cdot a}{2}}}, i {\displaystyle {\frac {t\cdot a}{2}}}. Aquests tres triangles cobreixen exactament el triangle sencer, per això la suma de les tres àrees ha de ser igual al àrea del triangle complet.
Per tant, podem escriure:
{\displaystyle {\frac {u\cdot a}{2}}+{\frac {s\cdot a}{2}}+{\frac {t\cdot a}{2}}={\frac {h\cdot a}{2}}}
i, per això:
{\displaystyle u+s+t=h}.
Q.e.d.